# 承和之變
承和之變，發生於842年（承和9年），在平安時代初期，伴隨著廢太子而產生的一次政變。在嵯峨上皇死後，仁明天皇以謀反罪名，撤換原來的皇太子恒貞親王，改立自己的長子道康親王為皇太子。在這次政變後，藤原氏興起。

## 歷史
823年（弘仁14年），嵯峨天皇讓位，其弟登基，為淳和天皇。833年（天長10年），淳和天皇傳位給嵯峨天皇之子，為仁明天皇。仁明天皇即位後，立淳和天皇之子恒貞親王為皇太子。
840年（承和7年），淳和上皇駕崩。842年（承和9年）7月，嵯峨上皇病重。感受到危機的皇太子恒貞親王，與阿保親王（平城天皇之子）密談。阿保親王密告，稱恒貞親王與伴健岑及橘逸勢結盟，意圖謀反。7月15日，嵯峨上皇駕崩。仁明天皇與藤原良房合作，以謀反罪名，下令逮捕伴健岑及橘逸勢，撤換皇太子恒貞親王，改立自己的長子道康親王為皇太子，史稱承和之變。